# Invaders Must Die
Invaders Must Die (укр. Загарбники мають померти) — п'ятий студійний альбом англійського EDM-гурту The Prodigy, випущений 23 лютого 2009 року на новому лейблі гурту Take Me to the Hospital. Його розповсюдженням займалася компанія Cooking Vinyl. Це перша платівка The Prodigy, у творчому процесі над якою брали участь усі учасники гурта — не рахуючи Ліроя Торнхілла, який покинув колектив.
Альбом мав більший комерційний успіх, аніж попередній Always Outnumbered, Never Outgunned, проте реакція критиків була неоднозначною. На альбомі вийшли чотири сингли: «Invaders Must Die», «Omen», «Dance of Warrior» та «Take Me to the Hospital».

## Запис
Запис розпочали в лютому 2006 року, незабаром після виходу збірки Their Law: The Singles 1990—2005, і закінчили в листопаді 2008 року. Деякі пісні альбому, як-от синтезаторну «Colours», написали ще до випуску попереднього альбому Always Outnumbered, Never Outgunned, та їхні ранні версії виконували на живих виступах. Ліам Гаулетт задумав музичний напрямок альбому як змішання їхніх попередніх альбомів. Новий альбом мав вийти влітку 2007 року, проте дату випуску перенесли на «перший квартал наступного року [2008]» і гурт продовжив працювати над ним.
У квітні 2008 року Гаулетт в інтерв'ю розказав, що гурту залишилося ще три місяці для завершення альбому. Він повідомив, що має робочу назву альбому та назви пісень, проте не був готовий публічно оголосити їх, поки ці деталі не опубліковані в офіційному бюлетені The Prodigy 4 листопада. У цьому оголошенні зазначалося, що альбом буде поверненням до своїх «старих шкільних, але передових» коренів і що в ньому будуть композиції, спільні з Дейвом Гролем з Foo Fighters, Them Crooked Vultures, Nirvana та Джеймсом Рашентом з Does It Offend You, Yeah?, проте не буде жодного запрошеного вокалу.

## Про альбом
Пісня «Invaders Must Die» є головним треком альбому, і її текст згадує назву гурту в стрічці «We are The Prodigy». Пісня присутня у багатьох фільмах та ігрових трейлерах, таких як фільм «Пипець» та трейлер до гри Duke Nukem Forever. Пісня «Omen» має схожий темп, і обидва треки написані у співавторстві з Джеймсом Рашентом. «Thunder» відтворює елементи з «Ethiopian Peace Song» Тревора Джо (також відому як «Rasta Peace Song»), тоді як «Colors» — одна з перших пісень, написаних усім гуртом.
Музичний кліп до «Take Me to the Hospital» був першим, що вийшов у програмі VidZone. Рекламне відео зняли на VHS задля стилю старої школи 1990-х. Трек має семпли з «Salami Fever» від Pepe Deluxé та «Ragamuffin Duo Take Charge» від Asher D & Daddy Freddy, а назва пісні походить від однойменного лейблу. «Warrior's Dance» — одна з найбільш прогресивних композицій альбому, її приспів є семплом з пісні «Take Me Away» гурту True Faith, який потім відібрали та відредагували Major Players у «Come with Me» — пісні, звідки взяли вокал для цього треку. Пісня також має семпл «Final Cut», виконаної з Бріджит Грейс.
«Run with the Wolves», у якій Дейв Грол грає на барабанах, містить семпл «So Refined» від Senser. Ця пісня прозвучала у фільмі «Безшлюбний тиждень» 2011 року. На створення музичного кліпу для пісні провели конкурс, відео переможця опублікували 15 лютого 2010 року. Після «репризи» «Omen» слідує «World's on Fire»: ця пісня містить семпли пісень The Breeders «I Just Wanna Get Together» та «Vamp», написані Outlander. «Piranha» має семпли пісень «Troubled Mind» від The Buff Medways та «Sara Zamana» від Кішор Кумар та Chorus, тоді як «Stand Up», єдиний інструментальний трек в альбомі, містить семпли «One Way Glass» гурту Manfred Mann Chapter Three. Пісні «Omen» та «Stand Up» увійшли до саундтреку фільму «Пипець» 2010 року.

## Просування
«Invaders Must Die» обрали головним синглом та опублікували на вебсайті групи для безоплатного завантаження 26 листопада 2008 року. У день виходу пісні вона вперше пролунала в ефірі шоу Зейна Лоу на BBC Radio 1 як «Найгарячіша платівка у світі». Попри те, що її не випустили як комерційний сингл, пісня досягла 49-го місця у британському чарті.
«Omen» в перший тиждень після релізу досягнув першої стрічки канадського чарту та досяг 4-ї у чарті Великої Британії. В Австралії пісня дебютувала під номером 83.
Наступний сингл «Warrior's Dance» випустили 11 травня 2009 року. Цифрова версія стала доступна 17 квітня 2009 року в Австралії як ексклюзивна версія для iTunes. Пісня досягла 9-го місця в британському чарті.
«Take Me to the Hospital», останній сингл з альбому, випустили 31 серпня 2009 року. На нього зробили шість реміксів. Пісня дебютувала під номером 38 у британському Singles Chart та досягла вершини UK Dance Chart.
2010 року альбом отримав подвійну платинову сертифікацію від Незалежної асоціації музичних компаній, яка свідчила про продажі принаймні 1 мільйона примірників по всій Європі.

## Список композицій
| #   | Назва                     | Тривалість |
| --- | ------------------------- | ---------- |
| 1.  | «Invaders Must Die»       | 4:55       |
| 2.  | «Omen»                    | 3:36       |
| 3.  | «Thunder»                 | 4:08       |
| 4.  | «Colours»                 | 3:27       |
| 5.  | «Take Me to the Hospital» | 3:39       |
| 6.  | «Warrior's Dance»         | 5:12       |
| 7.  | «Run With the Wolves»     | 4:24       |
| 8.  | «Omen (Reprise)»          | 2:14       |
| 9.  | «World's on Fire»         | 4:50       |
| 10. | «Piranha»                 | 4:05       |
| 11. | «Stand Up»                | 5:30       |

## Сингли
| Дата випуску      | Заголовок                 | Позиція у британському чарті |
| ----------------- | ------------------------- | ---------------------------- |
| 26 листопада 2008 | «Invaders Must Die»       | 49                           |
| 16 лютого 2009    | «Omen»                    | 4                            |
| 11 травня 2009    | «Warrior's Dance»         | 9                            |
| 31 серпня 2009    | «Take Me to the Hospital» | 38                           |

## Чарти та сертифікації
| Чарт (2009)                                          | Найвища позиція |
| ---------------------------------------------------- | --------------- |
| Австралія Australian Albums (ARIA)                   | 3               |
| Австрія Austrian Albums (Ö3 Austria)                 | 5               |
| Бельгія Belgian Albums (Ultratop Flanders)           | 4               |
| Бельгія Belgian Albums (Ultratop Wallonia)           | 12              |
| Канада Canadian Albums (Billboard)                   | 25              |
| Данія Danish Albums (Hitlisten)                      | 17              |
| Нідерланди Dutch Albums (MegaCharts)                 | 3               |
| Фінляндія Finnish Albums (Suomen virallinen lista)   | 9               |
| Франція French Albums (SNEP)                         | 22              |
| Німеччина German Albums (Offizielle Top 100)         | 3               |
| Італія Italian Albums (FIMI)                         | 32              |
| Нова Зеландія New Zealand Albums (Recorded Music NZ) | 4               |
| Норвегія Norwegian Albums (VG-lista)                 | 10              |
| Португалія Portuguese Albums (AFP)                   | 19              |
| Іспанія Spanish Albums (PROMUSICAE)                  | 44              |
| Швеція Swedish Albums (Sverigetopplistan)            | 23              |
| Швейцарія Swiss Albums (Schweizer Hitparade)         | 1               |
| Велика Британія UK Albums (OCC)                      | 1               |
| Велика Британія UK Dance Albums (OCC)                | 1               |
| США Billboard 200                                    | 58              |
| США Dance/Electronic Albums (Billboard)              | 3               |

| Чарт (2009)                                | Позиція |
| ------------------------------------------ | ------- |
| Australian Albums (ARIA)                   | 65      |
| Belgian Albums (Ultratop Flanders)         | 76      |
| Dutch Albums (Album Top 100)               | 40      |
| French Albums (SNEP)                       | 190     |
| German Albums (Offizielle Top 100)         | 60      |
| Swiss Albums (Schweizer Hitparade)         | 37      |
| UK Albums (OCC)                            | 16      |
| US Top Dance/Electronic Albums (Billboard) | 18      |

## Сертифікати
| Регіон                                                                                          | Сертифікація  | Продажі  |
| ----------------------------------------------------------------------------------------------- | ------------- | -------- |
| Австралія (ARIA)                                                                                | Золотий       | 35 000^  |
| Австрія (IFPI Austria)                                                                          | Золотий       | 10 000*  |
| Німеччина (BVMI)                                                                                | Золотий       | 100 000^ |
| Нідерланди (NVPI)                                                                               | Золотий       | 25,000^  |
| Швейцарія (IFPI Switzerland)                                                                    | Золотий       | 15 000^  |
| Велика Британія (BPI)                                                                           | 2× Платиновий | 600 000^ |
| *продажі, що базуються лише на сертифікаціях ^відвантаження, що базуються лише на сертифікаціях |               |          |